# Cold Point
Cold Point är en udde i Antarktis. Den ligger i Sydshetlandsöarna. Argentina, Chile och Storbritannien gör anspråk på området.
Terrängen inåt land är kuperad åt nordost, men åt sydväst är den platt. Havet är nära Cold Point åt sydväst. Trakten är glest befolkad. Närmaste befolkade plats är Escudero Station, 7,7 kilometer sydväst om Cold Point. 